# Vạn tuế (thực vật)

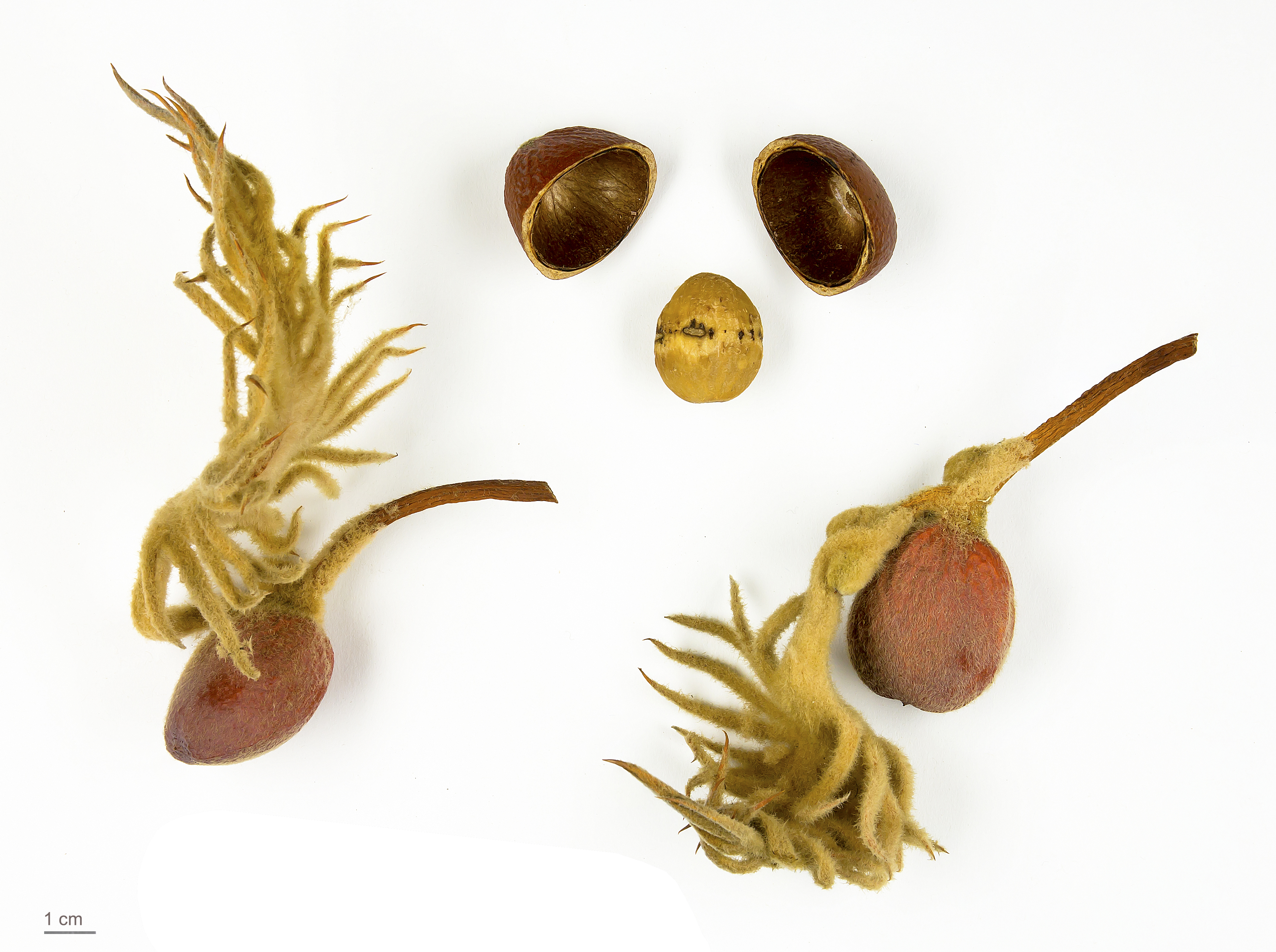
Cycas revoluta

Vạn tuế (danh pháp: Cycas revoluta) là một loài cây có nguồn gốc từ miền nam Nhật Bản, thuộc chi Cycas, họ Cycadaceae, bộ Cycadales, lớp Cycadopsida, ngành Cycadophyta.

## Đặc điểm sinh học
Mùa ra nón từ tháng 6-7. Hạt chín tháng 10-11.Cây sinh trưởng chậm.Tuổi thọ hàng trăm năm

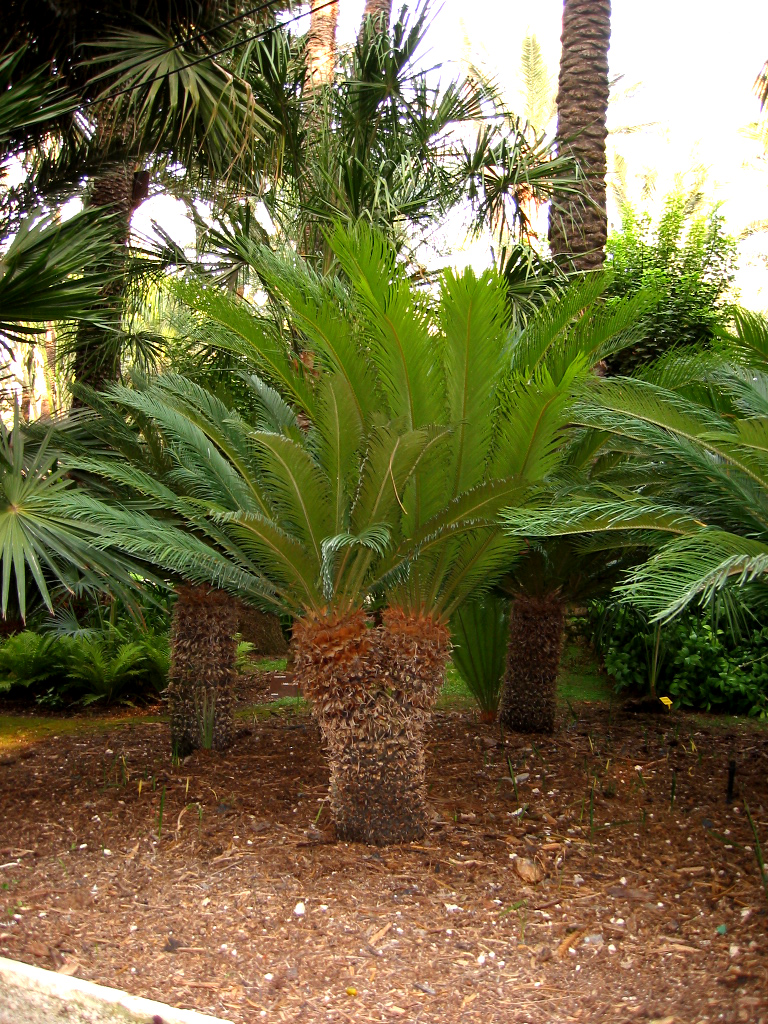
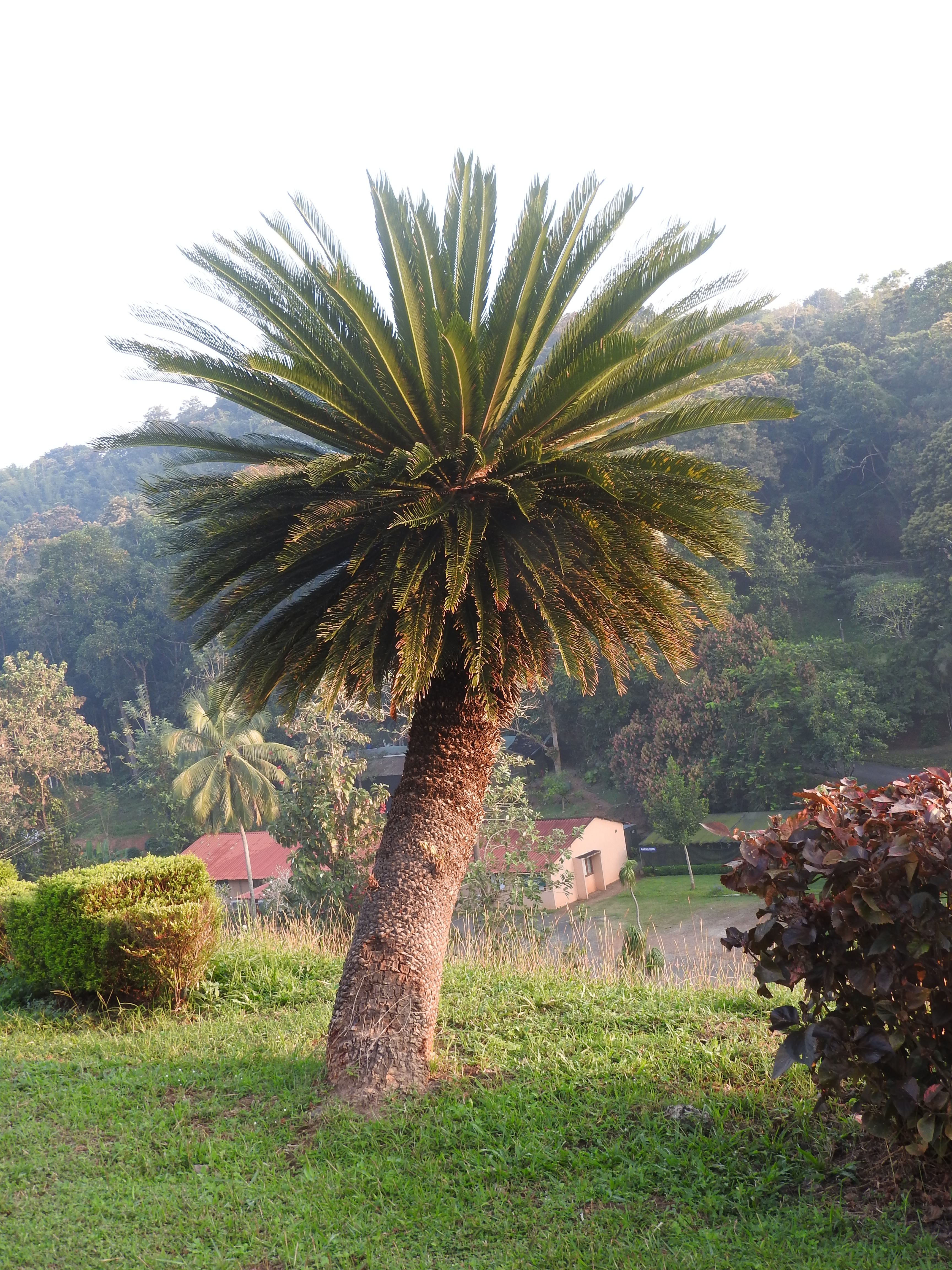
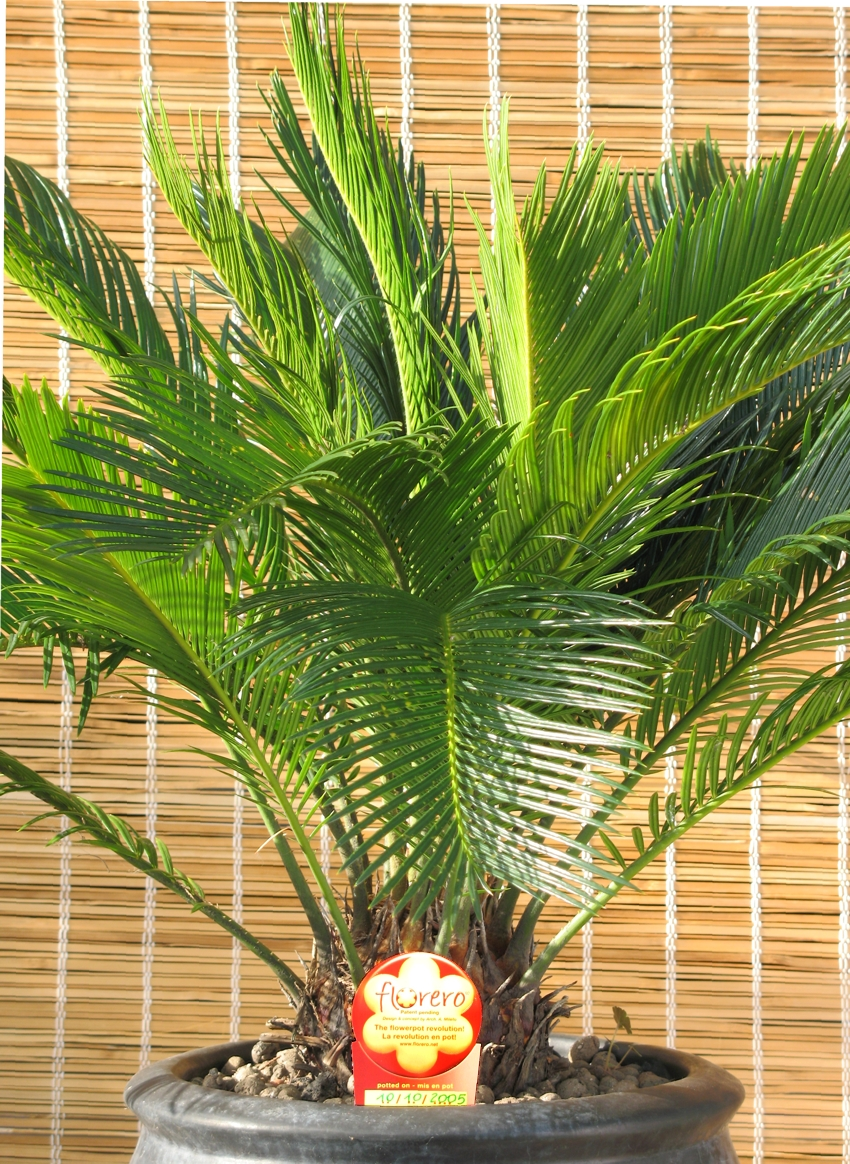
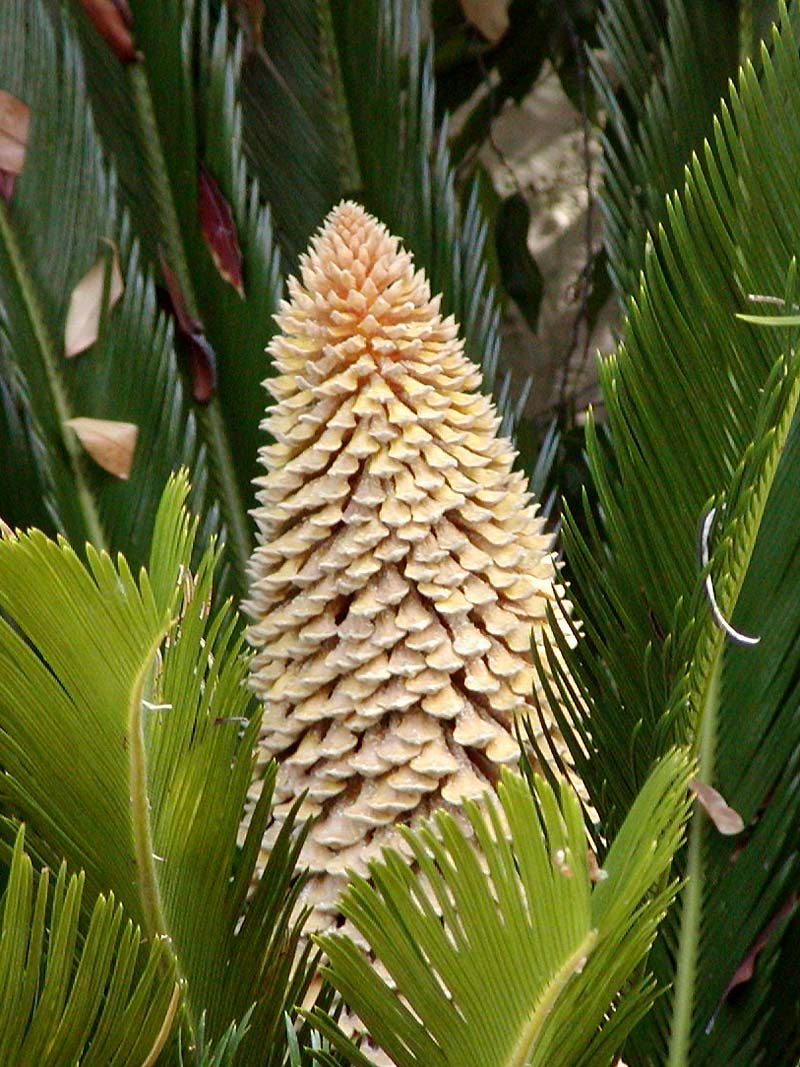
Hoa đực
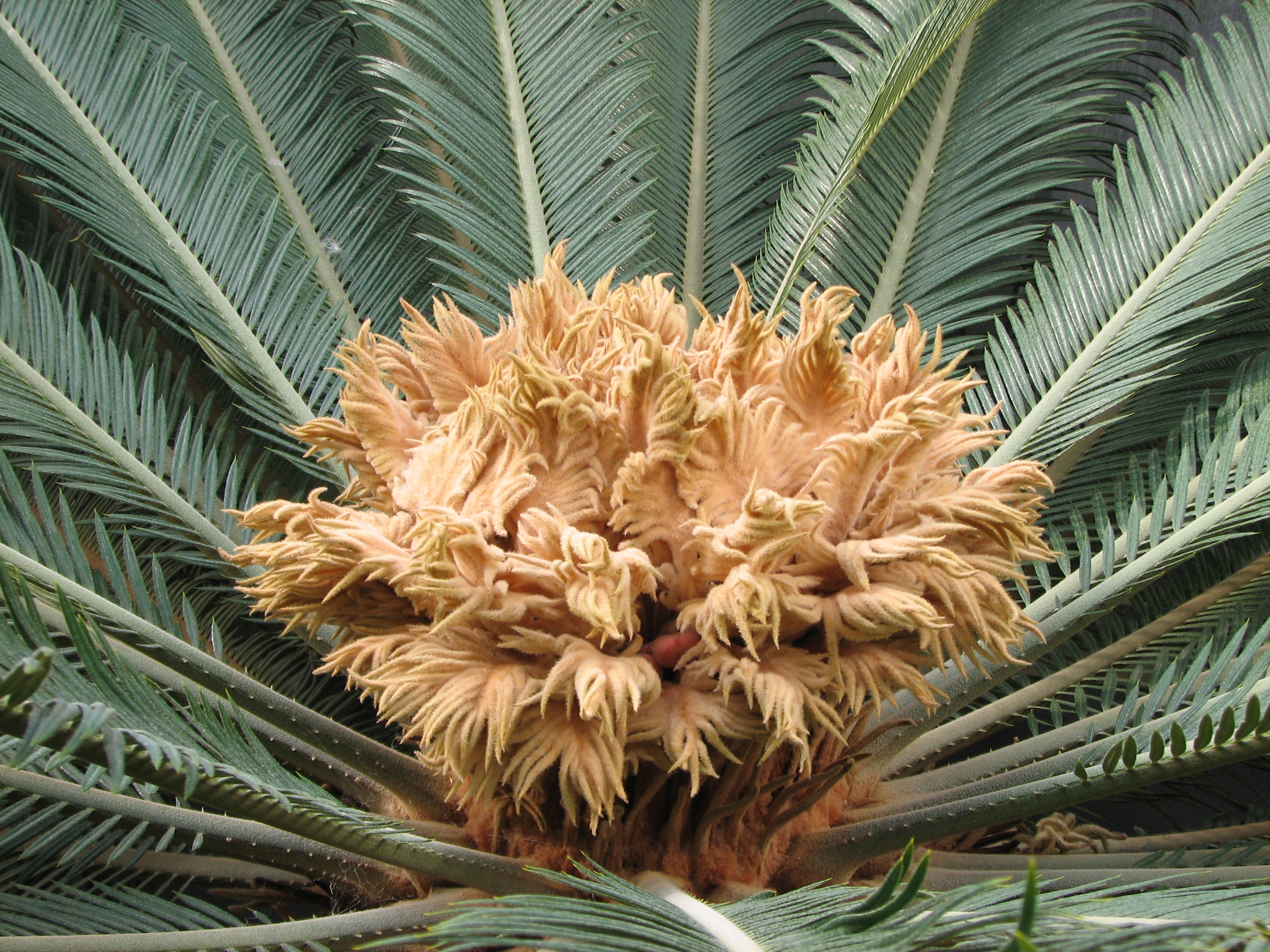
Cụm hoa cái
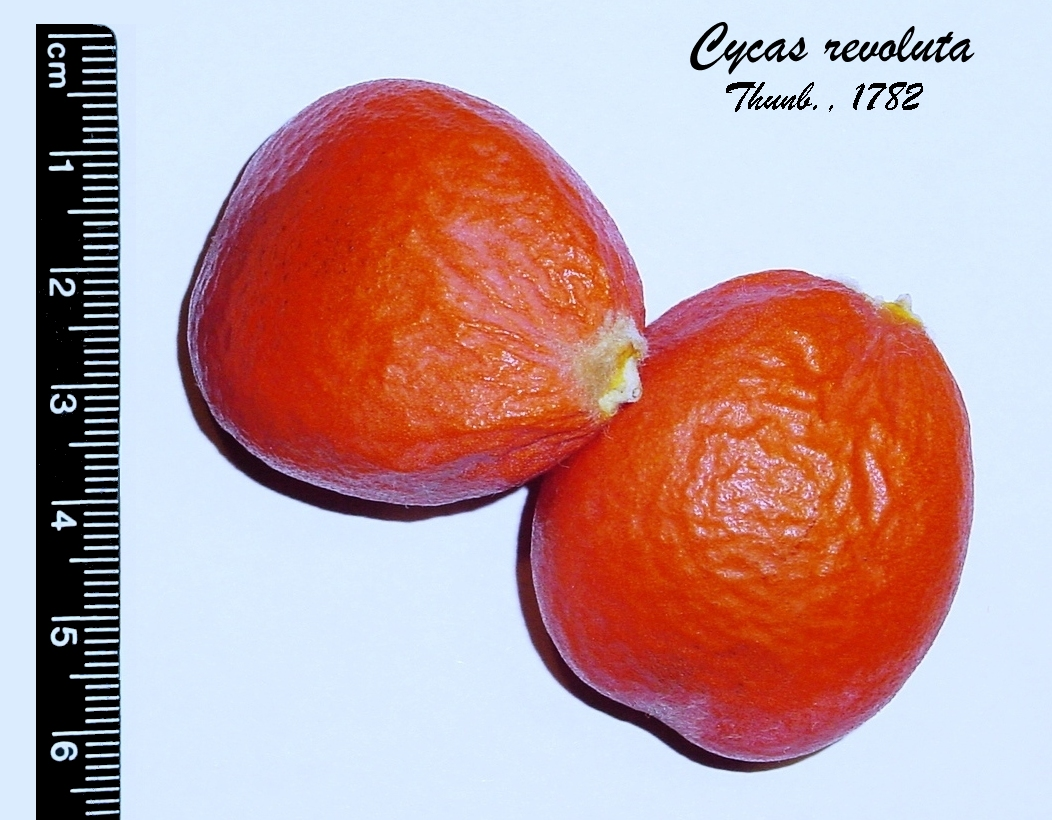
hạt giống

## Phân bổ
- Việt Nam: Loài cây này được trồng nhiều ở vườn quốc gia Cát Bà.[2] Ở Hà Nội có thể thấy dọc phía trước lăng và thư viện Quốc gia